# Talacre
Talacre är en by i Flintshire i Wales. Byn är belägen 208,2 km 
från Cardiff. Orten har 481 invånare (2016).